# Carl Otto Henriques
Carl Otto Henriques (26. marts 1887 i København – 12. januar 1966) var en dansk vekselerer.
Henriques var søn af vekselerer Otto Ruben Henriques (død 1932) og hustru Elisa f. Bendix (død 1942). Han blev student fra Metropolitanskolen 1905, fik uddannelse i banker og bankierhuse i Hamborg, London og Paris og blev prokurist i firmaet R. Henriques jr. 1910, medindehaver 1919.
Både i udlandet og i Danmark studerede han nationaløkonomi med bank- og børsforhold som speciale. Han var formand for repræsentantskabet for Fondsbørsens Medlemmer; medl. af Fondsbørs-bestyrelsen, af repræsentantskabet for Grosserer-Societetet til 1952 og af repræsentantskabet for Dansk Forsorgsforening og medlem af bestyrelsen for Det Udenrigspolitiske Selskab. Han var Kommandør af Dannebrogordenen og Dannebrogsmand.
Han blev gift 22. august 1912 med Elly H., f. 6. oktober 1894 i København, datter af fru Thyra Hertz f. Bendix (død 1952).